# ひまわり (又紀仁美の曲)
「ひまわり」は、1999年6月～7月に、NHKの音楽番組『みんなのうた』で放送された曲。作詞・作曲・編曲・歌：又紀仁美。